# Державний кордон Гамбії

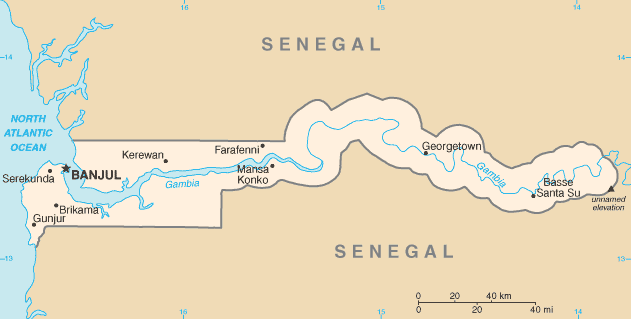
Карта Гамбії

Державний кордон Гамбії — державний кордон, лінія на поверхні Землі та вертикальна поверхня, що проходить по цій лінії, що визначають межі державного суверенітету Гамбії над власними територією, водами, природними ресурсами в них і повітряним простором над ними.

## Сухопутний кордон
Загальна довжина кордону — 749 км. Гамбія межує суходолом лише з однією державою, тобто є її напіванклавом. Уся територія країни суцільна, тобто анклавів чи ексклавів не існує.
Ділянки державного кордону
| Держава | Ділянка                | Довжина (км) | Прикордонні регіони | Примітки |
| ------- | ---------------------- | ------------ | ------------------- | -------- |
| Сенегал | північ, схід і південь | 749          |                     |          |

## Морські кордони
Гамбія на заході омивається водами Атлантичного океану. Загальна довжина морського узбережжя 80 км. Згідно з Конвенцією Організації Об'єднаних Націй з морського права (UNCLOS) 1982 року, протяжність територіальних вод країни встановлено в 12 морських миль (22,2 км). Прилегла зона, що примикає до територіальних вод, в якій держава може здійснювати контроль, необхідний для запобігання порушень митних, фіскальних, імміграційних або санітарних законів, простягається на 18 морських миль (33,3 км). Виключна рибальська зона встановлена на відстань 200 морських миль (370,4 км) від узбережжя. Континентальний шельф — не визначений.